# Schönstedt
Schönstedt település Németországban, azon belül Türingiában. Lakosainak száma 1297 fő (2023. december 31.).

## Népesség
A település népességének változása:
| Lakosok száma | 1332 | 1300 | 1322 | 1324 | 1297 |
|               | 2017 | 2019 | 2021 | 2022 | 2023 |